# Festuca curvula
Festuca curvula är en gräsart som beskrevs av Charles Gaudichaud-Beaupré. Festuca curvula ingår i släktet svinglar, och familjen gräs. Inga underarter finns listade i Catalogue of Life.